# Pampelonne (Tarn)
Pampelonne (okzitanisch: Pampalona) ist eine französische Gemeinde mit 959 Einwohnern (Stand: 1. Januar 2022) im Département Tarn in der Region Okzitanien (vor 2016: Midi-Pyrénées). Pampelonne gehört zum Arrondissement Albi und zum Kanton Carmaux-1 Le Ségala (bis 2015: Kanton Pampelonne).

## Geographie
Pampelonne liegt etwa 23 Kilometer nordnordöstlich von Albi am Viaur, der die nordwestliche Gemeindegrenze bildet. Umgeben wird Pampelonne von den Nachbargemeinden Crespin im Norden, Tauriac-de-Naucelle im Nordosten, Tanus im Osten, Moularès im Südosten, Saint-Jean-de-Marcel im Süden, Sainte-Gemme im Westen und Südwesten sowie Mirandol-Bourgnounac im Nordwesten.

## Bevölkerungsentwicklung
| 1962                      | 1968 | 1975 | 1982 | 1990 | 1999 | 2006 | 2013 |
| ------------------------- | ---- | ---- | ---- | ---- | ---- | ---- | ---- |
| 910                       | 873  | 833  | 671  | 715  | 669  | 702  | 815  |
| Quelle: Cassini und INSEE |      |      |      |      |      |      |      |

## Sehenswürdigkeiten
- Kirche Notre-Dame
- Kirche Saint-Jean-Baptiste im Ortsteil Prunet
- Kirche Saint-Marcellin im Ortsteil Lunaguet
- Kirche Saint-Martin im Ortsteil Teillet
- Reste der Burg Thuriès
- Reste der Burg Chambeuil

## Persönlichkeiten
- Lucien Fabre (1889–1952), Unternehmer und Schriftsteller